# 岡豊村
岡豊村（おこうむら）は、高知県長岡郡にあった村。現在の南国市岡豊町各町にあたる。

## 地理
- 山岳：岡豊山
- 河川：国分川

## 歴史
- 1889年（明治22年）4月1日 - 町村制の施行により、八幡村・笠ノ川村・小蓮村・定林寺村・滝本村・蒲原村・常通寺島村・中島村・小籠村・芳田村・江村の区域をもって発足。
- 1959年（昭和34年）10月1日 - 後免町・香長村・野田村・香美郡岩村と合併して南国市が発足。同日岡豊村廃止。

## 交通

### 道路
- 国道32号

現在は旧村域に高知自動車道の南国サービスエリアが所在するが、当時は未開通。

## 名所・旧跡・観光スポット・祭事・催事
- 岡豊城

## 出身著名人
- 石本鏆太郎（八幡村出身、衆議院議員）
- 和田尊義（小蓮村出身、衆議院議員）